# Bourse de Shenzhen
La Bourse de Shenzhen, ou Shenzhen Stock Exchange (SZSE, 深圳交易所) est l'une des trois bourses de la république populaire de Chine. Elle est basée à Shenzhen et est créée en 1990 en même temps que la Bourse de Shanghai.

## Échanges
Les bourses de Shanghai et de Shenzhen listent plus de 1 200 compagnies, avec une capitalisation combinée de 500 milliards de Dollars US (2005), soit 30 % du PNB du pays, leur permettant de rivaliser avec la bourse de Hong Kong pour la place de seconde bourse d'Asie derrière celle de Tokyo.

## Plateforme Shenzhen - Hong Kong
Le 5 décembre 2016 s'est ouverte une plateforme entre les bourses de Shengzhen et Hong Kong. Ce dispositif devrait permettre aux investisseurs étrangers d'avoir accès à des actions chinoises en Yuan, mais aussi aux chinois d'avoir accès aux marchés hongkongais.

### Restrictions
Sur la bourse de Shenzhen, seules les entreprises ayant une capitalisation de plus de 6 milliards de yuans pourront ouvrir leur capital aux investisseurs étrangers.
Sur la bourse d'Hong Kong, les Chinois voulant investir devront au préalable posséder un portefeuille de plus de 500 000 yuans.